# Cissus trigona
Cissus trigona là một loài thực vật hai lá mầm trong họ Nho. Loài này được Willd. ex Schult. & Schult.f. miêu tả khoa học đầu tiên năm 1827.